# Ctenotus ora
Ctenotus ora é uma espécie de lagarto da família Scincidae. Foi descoberta e descrita em 2012 e é encontrada nas dunas costeiras próximas a cidade de Perth, na Austrália Ocidental.